# معتمدية بنبلة
معتمدية بنبلة إحدى معتمديات الجمهورية التونسية، تابعة لولاية المنستير.
1. 1 2 3 4 5 6  "المناطق الترابية (العمادات) حسب الولايات والمعتمديات". اطلع عليه بتاريخ 2024-11-30.